# Лейла Фернандес
Лейла-Анні Фернандес (англ. Leylah Annie Fernandez) — канадська тенісистка.
Вона народилася в родині еквадорського футболіста Хорхе Фернандеса та канадки філіппінського походження Ірен Фернандес (до шлюбу Ексевея).
Перший титул WTA Фернандес виборола на Monterrey Open 2021.

## Фінали турнірів WTA

### Одиночний розряд: 7 (4 титули, 3 поразки)
| Легенда                      |
| ---------------------------- |
| Турніри Великого шлему (0–1) |
| Турніри WTA 1000 (0–0)       |
| Турніри WTA 500 (1–1)        |
| Турніри WTA 250 (3–1)        |

| Фінали за покриттям |
| ------------------- |
| Тверде (4–2)        |
| Ґрунт (0–0)         |
| Трава (0–1)         |

| Фінали за типом корту |
| --------------------- |
| Відкритий корт (4–3)  |
| Закритий корт (0–0)   |

| Результат | В-П | Дата     | Турнір                                    | Категорія     | Покриття | Опонент            | Рахунок                 |
| --------- | --- | -------- | ----------------------------------------- | ------------- | -------- | ------------------ | ----------------------- |
| Поразка   | 0–1 | Лют 2020 | Abierto Mexicano TELCEL, Мексика          | International | Тверде   | Гезер Вотсон       | 4–6, 7–6(10–8), 1–6     |
| Перемога  | 1–1 | Бер 2021 | Monterrey Open, Мексика                   | WTA 250       | Тверде   | Вікторія Голубич   | 6–1, 6–4                |
| Поразка   | 1–2 | Вер 2021 | Відкритий чемпіонат США з тенісу, США     | Grand Slam    | Тверде   | Емма Радукану      | 4–6, 3–6                |
| Перемога  | 2–2 | Бер 2022 | Monterrey Open, Мексика (2)               | WTA 250       | Тверде   | Каміла Осоріо      | 6–7(5–7), 6–4, 7–6(7–3) |
| Перемога  | 3–2 | Жов 2023 | Hong Kong Tennis Open, КНР SAR            | WTA 250       | Тверде   | Катержина Сінякова | 3–6, 6–4, 6–4           |
| Поразка   | 3–3 | Чер 2024 | Eastbourne International, Велика Британія | WTA 500       | Трава    | Дарія Касаткіна    | 3–6, 4–6                |
| Перемога  | 4–3 | Лип 2025 | Washington Open, Сполучені Штати Америки  | WTA 500       | Тверде   | Ганна Калінська    | 6–1, 6–2                |

### Парний розряд: 4 (4 поразки)
| Легенда          |
| ---------------- |
| Grand Slam (0–1) |
| WTA 1000 (0–2)   |
| WTA 500 (0–0)    |
| WTA 250 (0–1)    |

| Фінали за покриттям |
| ------------------- |
| Тверде (0–3)        |
| Ґрунт (0–1)         |
| Трава (0–0)         |

| Фінали за типом корту |
| --------------------- |
| Відкритий корт (0–4)  |
| Закритий корт (0–0)   |

| Результат | В-П | Дата     | Турнір                                        | Категорія  | Покриття | Партнер             | Опоненти                    | Рахунок            |
| --------- | --- | -------- | --------------------------------------------- | ---------- | -------- | ------------------- | --------------------------- | ------------------ |
| Поразка   | 0–1 | Січ 2023 | WTA Auckland Open, Нова Зеландія              | WTA 250    | Тверде   | Бетані Маттек-Сендс | Като Мію Алділа Сутдж'яді   | 6–1, 5–7, [4–10]   |
| Поразка   | 0–2 | Кві 2023 | Відкритий чемпіонат Маямі з тенісу, США       | WTA 1000   | Тверде   | Тейлор Таунсенд     | Коко Гофф Джессіка Пегула   | 6–7(6–8), 2–6      |
| Поразка   | 0–3 | Чер 2023 | Відкритий чемпіонат Франції з тенісу, Франція | Grand Slam | Ґрунт    | Taylor Townsend     | Сє Шувей Ван Сіньюй         | 6–1, 6–7(5–7), 1–6 |
| Поразка   | 0–4 | Сер 2024 | Мастерс Цинциннаті, США                       | WTA 1000   | Тверде   | Юлія Путінцева      | Ейджа Мухаммад Ерін Рутліфф | 6–3, 1–6, [4–10]   |